# Municipis de Malta

Municipis de Malta

Des de 1993, Malta es divideix en 68 consells locals, que legalment són anomenats localitats. És l'entitat administrativa més petita del país, però tampoc hi ha cap altra entitat entremig dels municipis i del govern del país.

## Llista de municipis
Illa de MaltaAttard, Balzan, Birgu, Birkirkara, Birżebbuġa, Bormla, Dingli, Fgura, Floriana (Malta), Gudja, Gżira, Għargħur, Għaxaq, Ħamrun, Iklin, Isla, Kalkara, Kirkop, Lija, Luqa, Marsa, Marsaskala, Marsaxlokk, Mdina, Mellieħa, Mġarr, Mosta, Mqabba, Msida, Mtarfa, Naxxar, Paola, Pembroke, Pietà, Qawra, Qormi, Qrendi, Rabat, Safi (Malta), San Ġiljan (Saint Julian's), Santa Luċija (Saint Lucia's), San Pawl il-Baħar (Saint Paul's Bay), San Ġwann, Santa Venera, Siġġiewi, Sliema, Swieqi, Ta' Xbiex, Tarxien, La Valletta, Vittoriosa, Xemxija, Xgħajra, Żabbar, Żebbuġ, Żejtun, Żurrieq.
Illa de GozoFontana, Għajnsielem, Gharb, Għasri, Kerċem, Munxar, Nadur, Qala, Victòria, San Lawrenz (Saint Lawrence), Sannat, Xagħra, Xewkija, Żebbuġ